# Miryan Rivera
Miryan Rosita Rivera Iñiguez es una investigadora, científica y docente ecuatoriana.

## Trayectoria
Rivera es Magíster en Desarrollo del Pensamiento y Educación y Licenciada en Ciencias Biológicas de la Pontificia Universidad Católica del Ecuador (PUCE).
Es docente de Biología en la Escuela de Ciencias Exactas y Naturales, y en la Facultad de Enfermería y Directora e Investigadora en proyectos científicos centrados en la caracterización química y citogenética de anfibios ecuatorianos en la Pontificia Universidad Católica del Ecuador, con su sede en Quito.

## Publicaciones

### Autorías
- Artículo “Karyotypic differentiation via 2n reduction and a finding of a case of triploidy in anurans of the genus Engystomops” (2011), en la revista Genetica n°10.[3]

### Ediciones
- Editora de la Revista de la Pontificia Universidad Católica del Ecuador, edición n° 71, de septiembre del 2003, de Quito-Ecuador

## Investigaciones
- "Caracterización molecular de péptidos antimicrobianos a partir de muestras de piel de Agalychnis spurrelli (Anura: Hylidae)" en la Revista Ecuatoriana de Medicina y Ciencias Biológicas.[4]
  - Investigadores: Oscar Damián Pérez Vaca y Miryam Rosita Rivera Íñiguez
  - Autores: Vargas, A.P., Pérez, O., Ortega, D., Rivera, M.
  - Resumen: Se realizaron análisis moleculares del ARN mensajero de la piel de A. spurrelli para determinar el tipo de péptido antimicrobiano presente en las secreciones cutáneas de esta especie.[4]
- Caracterización química y citogenética de anuros ecuatorianos: El estudio se centra, por un lado, en el análisis de la secreciones cutáneas de ranas ecuatorianas con potencial uso antimicrobiano y anticancerígeno y, por otro lado, en el estudio de los cromosomas mitóticos de ese grupo de vertebrados.[5]

#### Publicaciones
| Año  | Título                                                                           | Autores | Artículo              | Revista Académica | Fecha de Publicacion |
| ---- | -------------------------------------------------------------------------------- | --- | --------------------- | ----------------- | -------------------- |
| 2021 | Novel antimicrobial cruzioseptin peptides extracted from the splendid leaf frog. | Cuesta, S.A. Reinoso, C. Morales, F. Pilaquinga, F. Morán, G. Proaño, C . Blasco, A. Rivera, M. Meneses, L. | Cruziohyla calcarifer | Springer Link     | 03 de Mayo del 2021  |
|      |                                                                                  | |                       |                   |                      |
|      |                                                                                  | |                       |                   |                      |

## Premios y distinciones
- Condecoración Eugenio Espejo 2019, en la categoría Ciencias Biológicas y Naturales, otorgado por el Municipio del Distrito Metropolitano de Quito.[6][7]